# Pierre Nivelle
Pierre Nivelle, né à Troyes vers 1593 et mort à Luçon le 11 février 1661, est un ecclésiastique qui fut abbé de Cîteaux de 1625 à 1635 puis évêque de Luçon de 1635 à sa mort.

## Biographie
Pierre Nivelle est issu d'une famille de marchands établis à Troyes. Il est le fils de Jean Nivelle, bourgeois de Troyes et d'Anne Morise, fille de Jeanne Hennequin, par sa mère liée à une autre importante famille troyenne. Il est baptisé le 20 novembre 1593 à l'Église Saint-Jean-du-Marché de Troyes.
Il entre chez les cisterciens et fait ses études dans les maisons de l'ordre et au collège des Bernardins de Paris où il obtient un doctorat en théologie. Il est rapidement promu abbé de Saint-Sulpice puis élu abbé général de l'Ordre cistercien le 3 juin 1625 sous le nom de Pierre III. Pendant son abbatiat, il est impliqué dans le conflit lié aux efforts du cardinal de La Rochefoucauld pour réformer les ordres religieux. Il donne la bénédiction abbatiale à Jacqueline d'Illiers de Balsac comme abbesse de l'abbaye de Bonlieu
Le cardinal de Richelieu qui est son coadjuteur depuis 1627, voulant devenir lui-même abbé général, réussit à le convaincre d'accéder à son ancien siège épiscopal de Luçon qu'il fait libérer le 30 novembre 1635 pour l'occasion par son obligé Emery de Bragelongne. Pierre de Nivelle est nommé évêque de Luçon en 1635, confirmé le 22 septembre 1636 et consacré en janvier suivant à Paris par l'archevêque de Sens dans l'église des Bernardins. Il meurt à Luçon en février 1661.